# سمية الخشاب
سمية الخشاب (20 أكتوبر 1976 -)، ممثلة مصرية.

## حياتها ومشوارها المهني
ولدت في مدينة الإسكندرية الشمالية، وتخرجت في كلية التجارة جامعة الإسكندرية في عام 1997، وبدأت مشوارها الفني في عام 1993. كانت تستعد لتقديم أغنيات، ولكن فجأة وقع اختيار المخرجين عليها للتمثيل في أكثر من فيلم، وقبل دخولها إلى مجال الغناء كانت تعمل في مجال السياحة والبنوك. إلا أن الفنان صلاح السعدني نصحها بالتركيز في التمثيل وتأجيل خطوة الغناء.
ودرست الموسيقى في معهد الكونسرفتوار بالإسكندرية. مثلت أدوارًا صغيرة في مسلسلات "الحساب" مع صلاح السعدني، و"اللعب في المضمون" مع يوسف شعبان وهالة صدقي، وحضرة المحترم عن قصة لأديب نوبل نجيب محفوظ، وتعتبر مسلسل الحاج متولي "هو بداية انطلاقها لعالم الشهرة والنجومية، ثم قامت بدور المذيعة في مسلسل " لقاء على الهوا" مع يسرا، وواصلت تقديمها للأعمال السينمائية والدرامية القوية ولعل من أبرز أعمالها السينمائية فيلم حين ميسرة والريس عمر حرب وقامت بأداء أدوار جريئة في أعمال مختلفة.

### حياتها الأسرية
تزوجت للمرة الأولى قبل دخولها عالم الفن، وكان زواجها تقليديًّا وانتهى بالانفصال لمعارضة زوجها الأول دخولها عالم الفن، وتزوجت للمرة الثانية سرًّا واستمر الزواج سرًّا حتى عام 2014 عندما وقع الانفصال من زوجها السري الذي وضحت سمية حينها أنه رجل أعمال عربي معروف، وفي يوم 20 أكتوبر 2017، تزوجت للمرة الثالثة من المطرب الشعبي المصري أحمد سعد الذي انفصلت عنه آواخر مارس 2019 انفصلا بعد رفعها قضية طلاق للضرر”، مؤكّدة أنّها هي التي أخذت القرار منذ 6 أشهر.

## أعمالها

### من الأفلام
- 1999: السرير
- 2001: رانديفو
- 2002: الرجل الأبيض المتوسط
- 2003: إزاي البنات تحبك
- 2003: بحبك وأنا كمان
- 2004: يوم الكرامة
- 2005: علي سبايسي
- 2006: عمارة يعقوبيان
- 2006: خيانة مشروعة
- 2007: حين ميسرة
- 2008: الريس عمر حرب
- 2012: ساعة ونص
- 2015: الليلة الكبيرة

### من المسلسلات
- 1998: سر الأرض
- 1998: البصمة
- 1998: الحساب
- 1998: الضوء الشارد
- 2000: سامحوني ماكنش قصدي
- 2000: الفجالة
- 2001: ضبط وإحضار
- 2001: عائلة الحاج متولي
- 2003: الحقيقة والسراب
- 2005: ريا وسكينة
- 2005: لقاء على الهواء
- 2005: محمود المصري
- 2006: توتو وبيجامة
- 2006: حدائق الشيطان
- 2009: حدف بحر
- 2011: كيد النساء
- 2011: وادي الملوك
- 2013: ميراث الريح
- 2015: يا أنا يا إنتي
- 2017: الحلال
- 2021: موسى
- 2023:أرواح خفية
- 2024: بـ100 راجل[14]
- 2025: أم 44

### في الغناء

#### ألبومات
| الألبوم   | العام | المنتج            | الأغاني |
| --------- | ----- | ----------------- | --- |
| هيحصل إيه | 2009  | بلاتينيوم ريكوردز | عايزاك كده، كلن بعقله راضي، الواد السمارة، ولا كان على بالي، هيحصل ايه، وانا وياك، انا همشي، عايزاك كده، عرفت غلاوتك ليه، يا مسكين |

#### أغاني مصورة
| سنة الإنتاج | الأغنية المصورة        | الإخراج           | المنتج            |
| ----------- | ---------------------- | ----------------- | ----------------- |
| 2009        | عايزاك كده             | يحيى سعادة        | بلاتينيوم ريكوردز |
| 2009        | كلن بعقله راضي         | يحيى سعادة        | بلاتينيوم ريكوردز |
| 2013        | أوبريت ثورة شعب        | خالد جلال         | التلفزيون المصري  |
| 2016        | يا مسكين               | رندلى قديح        | إنتاج خاص         |
| 2019        | بتستقوى                | جميل جميل المغازي | إنتاج خاص         |
| 2020        | عربية أنا              | رندلى قديح        | إنتاج خاص         |
| 2021        | أوعدك بمشاركة عمر كمال | نهال نبيل         | تكوين             |
| 2021        | أركب على الموجة        | ابرام نشأت        | تكوين             |

### أغاني منفردة
- 2013: أوبريت ثورة شعب[15]
- 2016: يا مسكين[16]

## الجوائز
- السعودية - 2019: درع تقديري بصفتها ضيفة شرف النسخة الثالثة من ملتقى المرأة السعودية الذي تنظمه وزارة الإعلام.[17]
- البحرين - 2014: جائزة مهرجان الإذاعة والتلفزيون البحريني:أفضل ممثلة عربية
- مصر - 2013: جائزة ART :أفضل ممثلة عن دورها في مسلسل ميراث الريح[18]
- مصر - 2010: جائزة ART :أفضل أغنية مصورة عن كل بعقله راضي[19]
- لبنان - 2009: جائزة أفضل ممثلة عربية سينمائية من مهرجان «الموريكس دور».[20]
- مصر - 2006: جائزة ART : جائزة التميز الخاصة في الأعمال التلفزيونية عن دور سكينة في مسلسل "ريا وسكينة[21]

## وصلات خارجية
- سمية الخشاب على موقع IMDb (الإنجليزية)
- سمية الخشاب على موقع الدهليز
- سمية الخشاب على موقع قاعدة بيانات الأفلام العربية
- سمية الخشاب على موقع قاعدة بيانات الفيلم (الإنجليزية)